# 荃湾線
荃湾線（せんわんせん）は、香港島の中西区にある中環駅と新界の荃湾区にある荃湾駅を結ぶ香港鉄路有限公司（港鉄（MTR））の鉄道路線である。ラインカラーは■赤。

## 概要
中環駅から新界地区南部の荃湾駅までを結ぶ。観塘線同様ニュータウンを路線に控えている。九龍半島と香港島とを隔てるヴィクトリア湾の中環 - 尖沙咀間には、地下鉄による海底トンネルが香港で初めて貫通し、それまで両駅間の交通がフェリー便のみであった時点と比べ、利便性は飛躍的に発達した。別々の発展をみていた市街地、九龍側の中心街である旺角から尖沙咀にかけての地域と、香港島側の中心街である中環地域が直に結ばれた。また香港の中でも最も繁華な場所のひとつである、九龍半島を南北に貫く彌敦道（ネイザンロード）の直下を通っているため、乗降客は非常に多い。荃湾 - 大窩口間の一部、葵興 - 茘景間は高架鉄道になっており、うち葵興 - 葵芳間は住宅マンションと近づいているため、この区間では全区間シェルターに覆われている。

## 路線データ
- 複線区間：全線
- 電化区間：全線（直流 1,500 V 架線集電方式）
- 車両基地：荃湾車両基地
- 地上区間：荃湾 - 大窩口間の一部、葵興 - 茘景間
- 走行方向：左側通行

## 沿革
- 1982年5月10日：太子 - 荃湾間開通（中環 - 太子間は修正早期系統としてすでに開通）。この時点では、茘湾（現在の美孚）、茘枝角、長沙湾、深水埗は未開業で、列車は上記の駅を通過。
- 1982年5月17日：未開業の駅も開業し、正式に全線営業を開始した。
- 2000年代後半：全駅にホームドア設置。

## 使用車両
- メトロキャメル電車（32編成）

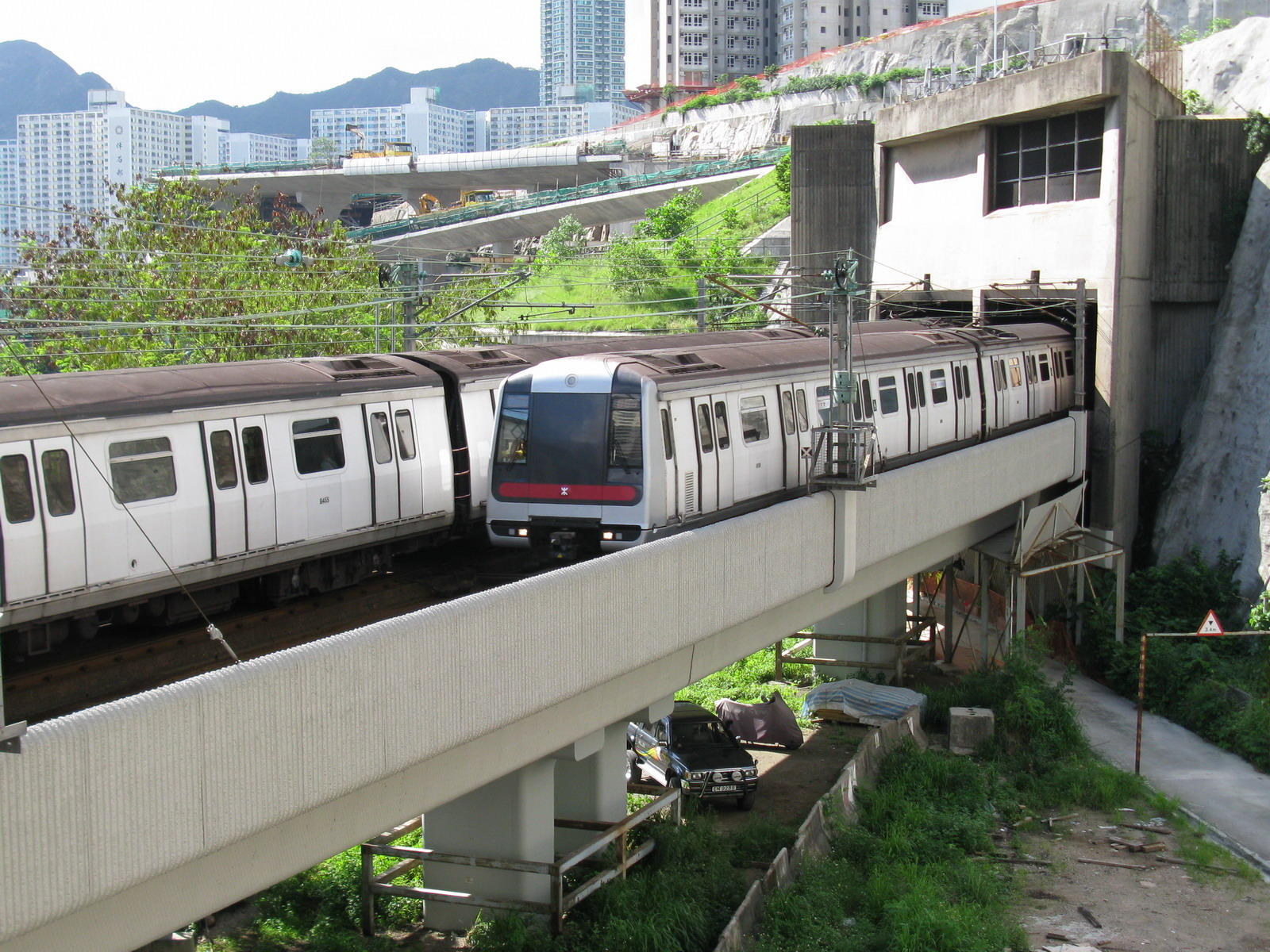
MTRメトロキャメル電車（観塘線で撮影）
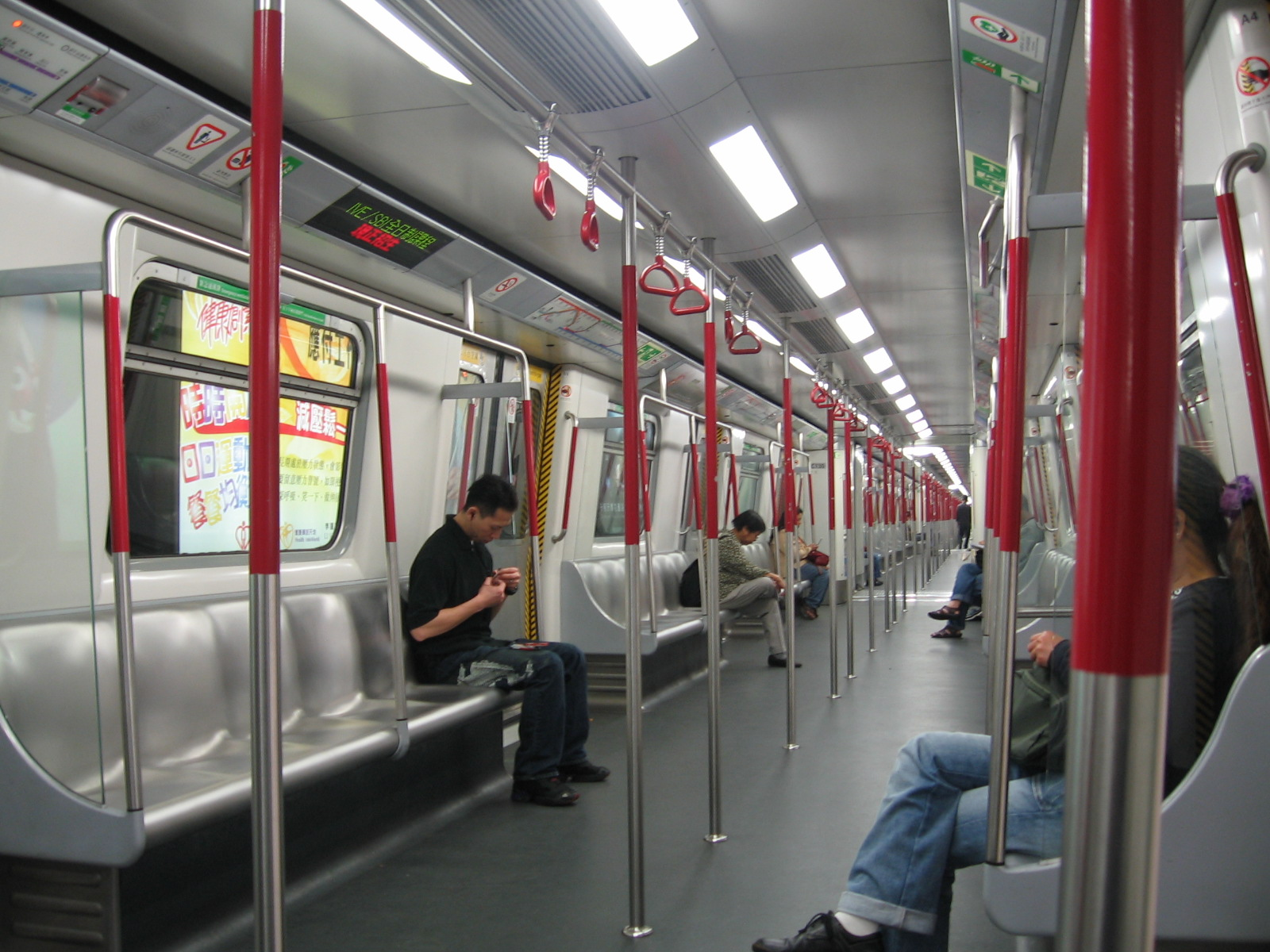
車内

## 駅一覧
| 駅名     | 駅名         | 駅名         | 駅名           | 開業年月日     | 駅間 キロ (km) | 累計 キロ (km) | 乗り換え | 所在地          | 所在地   |
| 日本語   | 繁体字香港語 | 簡体字中国語 | 英語           | 開業年月日     | 駅間 キロ (km) | 累計 キロ (km) | 乗り換え | 所在地          | 所在地   |
| 中環駅   | 中環站       | 中环站       | Central        | 1980年2月12日  |                | 0.0            | ■港島線 ■東涌線、■機場快線 （機場・博覧館へ利用のみ）（香港駅） （機場快線以外は改札内徒歩連絡） ■ピークトラム （中環総駅） | 香港 特別行政区 | 中西区   |
| 金鐘駅   | 金鐘站       | 金钟站       | Admiralty      | 1980年2月12日  | 0.8            | 0.8            | ■港島線 ■東鉄線 ■南港島線 ■ピークトラム （中環総駅）                                                                        | 香港 特別行政区 | 中西区   |
| 尖沙咀駅 | 尖沙咀站     | 尖沙咀站     | Tsim Sha Tsui  | 1979年12月16日 | 2.5            | 3.3            | （尖東駅）■屯馬線 | 香港 特別行政区 | 油尖旺区 |
| 佐敦駅   | 佐敦站       | 佐敦站       | Jordan         | 1979年12月16日 | 0.8            | 4.1            | | 香港 特別行政区 | 油尖旺区 |
| 油麻地駅 | 油麻地站     | 油麻地站     | Yau Ma Tei     | 1979年12月22日 | 0.9            | 5.0            | ■観塘線 | 香港 特別行政区 | 油尖旺区 |
| 旺角駅   | 旺角站       | 旺角站       | Mong Kok       | 1979年12月31日 | 0.7            | 5.7            | ■観塘線 | 香港 特別行政区 | 油尖旺区 |
| 太子駅   | 太子站       | 太子站       | Prince Edward  | 1982年5月10日  | 0.6            | 6.3            | ■観塘線 | 香港 特別行政区 | 油尖旺区 |
| 深水埗駅 | 深水埗站     | 深水埗站     | Sham Shui Po   | 1982年5月17日  | 1.0            | 7.3            | | 香港 特別行政区 | 深水埗区 |
| 長沙湾駅 | 長沙灣站     | 长沙湾站     | Cheung Sha Wan | 1982年5月17日  | 0.8            | 8.1            | | 香港 特別行政区 | 深水埗区 |
| 茘枝角駅 | 茘枝角站     | 茘枝角站     | Lai Chi Kok    | 1982年5月17日  | 0.9            | 9.0            | | 香港 特別行政区 | 深水埗区 |
| 美孚駅   | 美孚站       | 美孚站       | Mei Foo        | 1982年5月17日  | 1.2            | 10.2           | ■屯馬線 | 香港 特別行政区 | 深水埗区 |
| 茘景駅   | 茘景站       | 茘景站       | Lai King       | 1982年5月10日  | 1.6            | 11.8           | ■東涌線 | 香港 特別行政区 | 葵青区   |
| 葵芳駅   | 葵芳站       | 葵芳站       | Kwai Fong      | 1982年5月10日  | 1.1            | 12.9           | | 香港 特別行政区 | 葵青区   |
| 葵興駅   | 葵興站       | 葵兴站       | Kwai Hing      | 1982年5月10日  | 0.8            | 13.7           | | 香港 特別行政区 | 葵青区   |
| 大窩口駅 | 大窩口站     | 大窩口站     | Tai Wo Hau     | 1982年5月10日  | 1.3            | 15.0           | | 香港 特別行政区 | 荃湾区   |
| 荃湾駅   | 荃灣站       | 荃湾站       | Tsuen Wan      | 1982年5月10日  | 1.0            | 16.0           | | 香港 特別行政区 | 荃湾区   |